# Людина, яка намалювала Бога
Людина, яка намалювала Бога (італ. L'uomo che disegnò Dio) — драматичний фільм 2022 року режисера Франко Неро, з Кевіном Спейсі та Фей Данавей у головних ролях. Це перша роль Спейсі після того, як у 2017 році його звинуватили в сексуальних домаганнях. Заснований на реальній історії, фільм розповідає історію сліпого чоловіка в Італії 1950-х років, який міг малювати портрети людей, чуючи їх голос. Неро грає роль сліпого художника, Спейсі — поліцейського детектива, а Данавей — учителя шрифту Брайля, який є давнім другом художника.
Світова прем'єра онлайн фільму відбулася 21 листопада 2022 року в системі відео на вимогу. Італійська прем'єра відбулася на показі в Турині під час Туринського кінофестивалю 5 грудня 2022 року. У прокат в Італії фільм було випущено 2 березня 2023 року.

## У ролях
- Франко Неро — Емануеле[7]
- Кевін Спейсі (дубляж Роберто Педічіні) — поліцейський детектив
- Фей Данавей (дубляж Angiola Baggi[it]) — Таша
- Роберт Даві (дубляж Мікеле Гамміно) — адвокат Фаучі
- Стефанія Рокка — Пола
- Массімо Раньєрі — Беттлер
- Алесія Альчіаті — Алесія
- Діана Делл'Ерба — Фіамма
- Кетлін Хаген (дубляж Beatrice Margiotti[it]) — Ліна Форзозі
- Сімона Назі — Дезіре
- Емануела Петроні — Шеннон Лір
- Ізабель Чаммаглічелла — Іая
- Софія Ністратова (дубляж Аніти Сала) — Матильда
- Фернанда Маффе — Нінетта
- Габріеле Барбоне (дубляж Дієго Фоллега) — Емануеле в дитинстві
- Андреа Кокко — Лівіо
- Вітторіо Босколо — продюсер
- Марко Деамброджіо — окуліст

## Виробництво
23 травня 2021 року ABC News повідомила, що Спейсі та Ванесса Редгрейв (дружина Неро) зіграють головні ролі у фільмі та що його незабаром зніматимуть в Італії. З приводу кастингу Спейсі Неро сказав виданню: «Я дуже радий, що Кевін погодився взяти участь у моєму фільмі. Я вважаю його чудовим актором і з нетерпінням чекаю початку фільмування». Пізніше того ж дня продюсер Луї Неро сказав Variety, що ролі Спейсі та Редгрейв невеликі, тоді як головного героя грає Франко Неро, і що поява Редгрейв ще остаточно не підтверджена, але залежатиме від того, чи зможе вона поїхати з Англії до Італії. 26 травня Редгрейв оголосила, що вона відмовилася від ролі. 7 липня 2021 року Variety повідомило, що Редгрейва замінив Данавей і що фільм продається каннській організації Marché du Film. Він процитував слова Луїса Неро: «Ми маємо великий інтерес з боку покупців з усього світу. Усі суперечки навколо фільму викликали неабиякий інтерес… З моєї точки зору, це було добре для фільму». Повідомлялося, що у фільмі фігурує головний герой, помилково звинувачений у сексуальному насильстві над дитиною, але Луї Неро сказав Entertainment Weekly, що у фільмі «не йдеться про педофілію». Однак, згідно з Il Messaggero, який брав інтерв'ю у Спейсі, той грає «комісара, який заарештовує ймовірного насильника, а потім звільняє його, тому що він невинний».
Зйомки проходили з 28 травня по 3 липня 2021 року в Турині. За словами Луї Неро, фільм був натхненний реальною історією викладача Академії образотворчих мистецтв у Турині в 1970-х роках, який робив глиняні портрети навіть після того, як осліп через меланому.